# أو إس إس 117: القاهرة، عش الجواسيس
أو إس إس 117: القاهرة، عش الجواسيس (بالفرنسية: OSS 117: Le Caire, nid d'espions) هو فيلم كوميديا وجاسوسية فرنسي صدر عام 2006. أخرجه وشارك في كتابته ميشيل هازانافيسيوس في أول فيلم روائي طويل له. وبطولة جان دوجاردان، بيرينيس بيجو، وأوري أتيكا. تدور أحداث الفيلم في عام 1955، ويتتبع الفيلم مغامرات العميل السري لدى الحكومة الفرنسية هوبير بونسير دو لا باث (الملقب بـ أو إس إس 117، وهي شخصية خيالية من تأليف جان بروس)، حيث تم إرساله إلى القاهرة للتحقيق في اختفاء أعز أصدقائه وزميله الجاسوس جاك جيفرسون، ليجد أن الأمر أكثر تعقيدًا مما كان يظن وليجد نفسه أمام شبكة كبيرة من الجواسيس. صدر جزء ثانٍ من الفيلم في 2009 باسم أو إس إس 117: تائه في ريو، وهو لنفس المخرج ومن بطولة دوجردان أيضًا.

## الممثلون
- جان دوجردان
- برنيس بيجو
- ريتشارد ساميل
- فيليب لوفيفر
- أوري أتيكا
- كلود بروسيه
- إريك برات
- فرانسوا داميان
- قسطنطين الكسندروف
- لوران باتو
- سعيد أماديس
- يوسف حامد
- خالد معدور
- أرسين موسكا

## روابط خارجية
- أو إس إس 117: القاهرة، عش الجواسيس  في قاعدة بيانات الأفلام على الإنترنت (بالإنجليزية)
- أو إس إس 117: القاهرة، عش الجواسيس في روتن توميتوز.
- أو إس إس 117: القاهرة، عش الجواسيس على موقع أول موفي.